# Hercules Graphics Card

Logo von Hercules

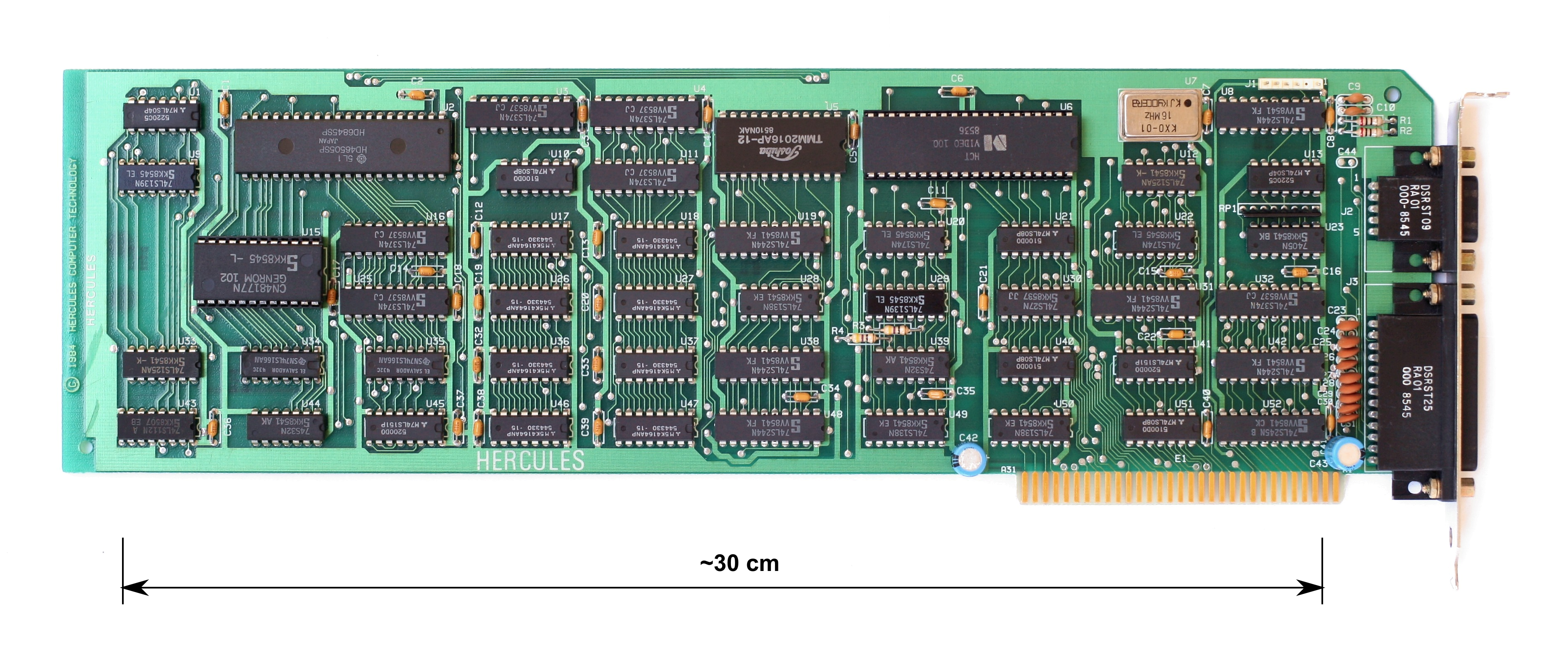
Hercules-Grafikkarte (1984) mit zusätzlichem Druckeranschluss

Hercules Graphics Card (HGC) ist eine 1982 entwickelte Computergrafikkarte des US-amerikanischen Unternehmens Hercules, die durch ihre Popularität zu einem weiteren Anzeigestandard neben den IBM-Standards MDA, CGA und später EGA wurde. Die Markennamen des Unternehmens Hercules sind seit 1999 Eigentum der Guillemot Corporation.
Sie war in der Mitte der 1980er Jahre sehr verbreitet und unterstützt Text mit 80 × 25 Zeichen und Grafik mit 720 × 348 Pixeln mit 1 Bit pro Bildpunkt. Im Textmodus ist sie zum MDA-Standard kompatibel und unterstützt zwei Intensitätsstufen für die Zeichendarstellung. Der Grafikmodus wurde allerdings nicht durch das BIOS „IBM-kompatibler“ Rechner unterstützt, was zur Entwicklung trickreicher Erkennungsroutinen zwang. Die HGC war für den Betrieb an TTL-monochrom Monitoren vorgesehen, die meist mit grünen oder bernsteinfarbigen, später zunehmend weißen („paper white“) Leuchtstoffen ausgestattet waren. Zuständig für die gesamte Darstellung ist ein Chip mit der Bezeichnung 6845 von Motorola. Dieser Chip generiert mit Hilfe von Peripherie-Bausteinen das notwendige TTL-Signal, das zum Monitor gelangte.
Das Unternehmen Hercules produzierte auch die HRF-Karte (Hercules RamFont), auch als Hercules Graphics Card Plus (HGC+) bekannt. Damit konnten im Textmodus bis zu 3072 benutzerdefinierte Zeichen im RAM abgelegt werden, auf die in Portionen zu jeweils 256 Stück zugegriffen werden konnte. Auf dieser Karte befand sich zusätzlich ein Chip GB 112 für die Verwaltung des ggf. im RAM befindlichen Zeichensatzes.
Die Hercules-Karte wurde etwa ab 1990 durch die VGA-Karten fast vollständig abgelöst.
Die Hercules-Karte wurde aber auch später noch gern verwendet, um zwei Monitore an einen PC anzuschließen, da die Grafikseiten-Basisadresse bei B0000hex lag, im Gegensatz zu B8000hex bei CGA-Grafikkarten. Deswegen konnte die Karte gleichzeitig zum Beispiel mit einer EGA- oder VGA-Grafikkarte betrieben werden oder diente als Basiskarte für Systeme, die mit TIGA-Grafikbeschleunigern ausgestattet waren. Einige Programme erkannten die Grafikkarte und benutzen sie zur Ausgabe von Zusatzinformationen, zum Beispiel im Bereich CAD oder zum Debuggen.
Das Unternehmen Hercules produzierte später auch Farbgrafikkarten, zum Beispiel die HCC (Hercules Color Card, ein EGA-Clone) und die HIC (Hercules InColor Card, Farbversion der HRF-Karte, funktioniert ähnlich der EGA-Karte). 1999 wurde sie von der Guillemot Corporation aufgekauft.